# Phalaenopsis bastianii
Phalaenopsis bastianii (возможные русские названия: Фаленопсис Бастиана, или Фаленопсис бастиани) — моноподиальное эпифитное травянистое растение семейства Орхидные.
Вид не имеет устоявшегося русского названия, в русскоязычных источниках используется научное название Phalaenopsis bastianii.

## Синонимы
По данным Королевских ботанических садов в Кью:
- Phalaenopsis bastianii f. flava O.Gruss & Roellke, 1991

## Биологическое описание
Средних размеров моноподиальный эпифит.
Стебель сильно укороченный, скрыт основаниями листьев.
Длина листа 15-25 см, ширина 5-7 см. Общее количество листьев до 10.
Взрослые растения могут одновременно формировать несколько цветоносов. Цветоносы ветвятся.
Цветки от 3,5 до 4 см в диаметре, продолжительность жизни цветков — 25-30 дней. Цветок немного напоминает цветы Phalaenopsis maculata и Phalaenopsis mariae. Сезон массового цветения — весна, но одиночные цветущие растения могут встречаться круглый год.

## Ареал, экологические особенности
Филиппины и архипелаг Сулу.
В местах произрастания Phalaenopsis bastianii температура воздуха практически одинакова на протяжении всего года: около 27 °C днем и понижением до 18-19 °C ночью. С января по апрель выпадает от 100 до 140 мм осадков, с мая по декабрь от 160 до 240 мм.

## История
Видовое название дано ботаником Röllke, который назвал растение в честь своего сына Бастиана. 
Растение было ввезено в Европу в 1980 в партии Phalaenopsis mariae.

## В культуре
Температурная группа — теплая.
Дополнительная информация о агротехнике в статье Фаленопсис.
В гибридизации используется не часто.

## Первичныегибриды(грексы)
- Billie Lawson — bastianii х fasciata (Dr Henry M Wallbrunn) 1986
- Dreieich Star — lueddemanniana х bastianii (P. Lippold) 2006
- Flores Bast — floresensis х bastianii (Hou Tse Liu) 2006
- Java Bast — floresensis х bastianii (Hou Tse Liu) 2006
- Jean-François — equestris х bastianii (Luc Vincent) 2002
- Lovely Marie — bastianii х mariae (P. Lippold) 2007
- Painted Beauty — stuartiana х bastianii (Paul Lippold) 2007
- Till Eulenspiegel — fuscata х bastianii (Dr Henry M Wallbrunn) 1996